# Weissia newcomeri
Weissia newcomeri är en bladmossart som beskrevs av K. Saito 1975. Weissia newcomeri ingår i släktet krusmossor, och familjen Pottiaceae. Inga underarter finns listade i Catalogue of Life.